# Jacques-Léonard Pérocheau
Jacques-Léonard Pérocheau est un missionnaire français né le 1er juin 1787 aux Sables-d'Olonne et mort le 5 juin 1861 à Ho-pa-tchang.

## Biographie
D'un père capitaine de pêche, il s'oriente vers le métier de la mer, accompagne son mer en voyage en Amérique et se distingue dans les sciences mathématiques. 
Se tournant finalement vers le sacerdoce, il suit ses études aux Sables-d'Olonne, au petit séminaire de Chavagnes-en-Paillers puis au grand séminaire de La Rochelle. Ordonné prêtre en 1812, il devient professeur de philosophie au grand séminaire de La Rochelle.
Souhaitant rejoindre les Missions étrangères de Paris (MEP), il est confronté au refus persistant de son évêque, Gabriel Paillou. Se rendant à Rome dans le cadre du procès de béatification de Louis-Marie Grignion de Montfort, son ami Pierre-Alexandre Coupperie fait part de ses dispositions auprès de la Congrégation pour la propagation de la foi. Pérocheau est alors choisi comme évêque de Maxula Prates (de) afin d'aller sacrer évêque Louis Fontana. 
Pérocheau est sacré évêque dans l'église du Séminaire des Missions étrangères de Paris en février 1818, par François de Bovet, assisté de Jean-Claude Leblanc de Beaulieu et de William Poynter (en).
Sacrant évêque Louis Fontana le 21 mai 1820 à Tchang-cheou hien, ce dernier le choisit comme coadjuteur du diocèse de Chengdu. 
Étudiant la langue et les caractères chinois, il compose une théologie à l'usage des séminaristes chinois, qui sera publié en 1839 sous le titre Theologia dogmatica et moralis. 
Au décès de Fontana le 11 juillet 1838, Pérocheau devient vicaire apostolique du Se-tchoan.